# Typhlocirolana rifana
Typhlocirolana rifana là một loài chân đều trong họ Cirolanidae. Loài này được Margalef miêu tả khoa học năm 1953.